# Luiz de Moura Castro
Luiz de Moura Castro (Rio de Janeiro) é um pianista e professor brasileiro, tendo sua formação musical sido recebida na Escola Nacional de Música da Universidade Federal do Rio de Janeiro, na Academia de Música Lorênzo Fernandez, e na Academia de Música Franz Liszt, em Budapeste. Atualmente, residente nos Estados Unidos da América, leciona na Universidade de Hartford, Connecticut.
Em sua carreira se apresentou  com a Orchestre de Chambre de Lausanne, a Orquestra da Rádio de Lisboa, os Filarmonichi di Turino, as orquestras de Bratislav & Janacek, a Yaroslav Symphony (Russia), as orquestras sinfónicas de Dallas, Fort Worth, Hartford e Syracuse, a Parabobo Orquestrada Venezuela e outras orquestras brasileiras. É professor convidado na Universidade Católica da América (Catholic University) em Washington, D.C. e nos Pro Arte Seminários de Música, Rio de Janeiro. Participou na gravação de mais de 20 CDs.